# Numeração chinesa

Hoje em dia, os falantes do chinês usam três sistemas de numeração: o usado mundialmente sistema indo-arábico, juntamente a outros dois antigos sistemas propriamente chineses. O sistema huama, ou hu?m? ("números floridos ou sofisticados") foi gradualmente suplantado pelo Arábico ao escrever números. O sistema de caracteres ainda se utiliza e é parecido (ainda que não muito) à escrita de um número em forma de texto.
Actualmente, o sistema hu?m?, é a única variação sobrevivente do sistema numérico de varas e utiliza-se exclusivamente em mercados chineses, como o de Hong Kong. O sistema de escrita por caracteres ainda se utiliza quando se escrevem números por escrito (como em cheques), pois a seu complexidade dificulta a falsificação.

## Caracteres numéricos
Há caracteres que representam aos números de zero a nove, e outros para números maiores como as dezenas, centenas, milhares, etc.. Há dois conjuntos de caracteres para os numerais chineses: um para a escrita cotidiana e outro para ser usado nos contextos comerciais e financeiros, conhecido como  dàxiě (大寫 em chinês tradicional, 大写 em chinês simplificado).
| Financeiro                 | Normal         | Valor | Notas |
| -------------------------- | -------------- | ----- | --- |
| 零                         | 〇             | 0     | 〇 é o modo informal de representar o zero, mas 零 é mais comum, sobretudo na escola. |
| 壹                         | 一             | 1     | também 弌 (obsoleto) também 么(T) ou 幺(S) yāo quando usado em números de telefone, etc.                                                                                                 |
| 貳(T) ou 贰(S)             | 二             | 2     | também 弍 (obsoleto) também 兩(T) ou 两(S) liǎng se usado antes de uma palavra de medida chinesa.                                                                                        |
| 叄(T) ou 叁(S)             | 三             | 3     | também 弎 (obsoleto) também 參(T) ou 参(S) sān. |
| 肆                         | 四             | 4     | |
| 伍                         | 五             | 5     | |
| 陸(T) ou 陆(S)             | 六             | 6     | |
| 柒                         | 七             | 7     | |
| 捌                         | 八             | 8     | |
| 玖                         | 九             | 9     | |
|                            |                |       | |
| 拾                         | 十             | 10    | Embora alguns usem 什, isso é incorrecto pois pode ser escrito sobre 伍. |
| 念 ou 貳拾                 | 廿 ou 卄       | 20    | 卄 é raramente usado, mas usa-se no chinês oral ambos usados em calendários (二十 é usado).                                                                                              |
| 叄拾                       | 卅             | 30    | 卅 era raramente usado, mas é comum no chinês oral usado sobretudo em calendários (三十 é usado).                                                                                        |
| 肆拾                       | 卌             | 40    | 卌 era raramente usado (四十 é usado). |
| 佰                         | 百             | 100   | |
| 仟                         | 千             | 1,000 | |
| 萬                         | 萬(T) ou 万(S) | 10000 | os números chineses agrupam-se por dezenas de milhar (miríades) |
|                            |                |       | |
| 億                         | 億(T) ou 亿(S) | 108   | (chinês antigo) também: 10000 |
| 兆                         |                | 1012  | (chinês antigo) também: 106, 1016. Its usage has a dispute, see SI prefixes below. |
| 京                         |                | 1016  | (chinês antigo) também: 107, 1024, 1032. also 經(T) or 经(S). |
| 垓                         |                | 1020  | (chinês antigo) também: 108, 1032, 1064. |
| 秭                         |                | 1024  | (chinês antigo) também: 109, 1040, 10128. também 杼. 佑 (T) ou 尧 (S) corresponde a yotta no SI.                                                                                         |
| 穰                         |                | 1028  | (chinês antigo) também: 1010, 1048, 10256. also 壤. |
| 溝(T) ou 沟(S)             |                | 1032  | (chinês antigo) também: 1011, 1056, 10512. |
| 澗(T) ou 涧(S)             |                | 1036  | (chinês antigo) também: 1012, 1064, 101024. |
| 正                         |                | 1040  | (chinês antigo) também: 1013, 1072, 102048. |
| 載(T) ou 载(S)             |                | 1044  | (chinês antigo) também: 1014, 1080, 104096. |
| 極(T) ou 极(S)             |                | 1048  | (chinês antigo) |
| 恒河沙                     |                | 1052  | (Budismo) A expressão de 3 caracteres significa aproximadamente "Areia do Ganges" e aparece numa sutra budista; usada nesse contexto para representar o número de grãos de areia no rio. |
| 阿僧祇                     |                | 1056  | (Budismo) |
| 那由他                     |                | 1060  | (Budismo) |
| 不可思議(T) or 不可思议(S) |                | 1064  | (Budismo) Literalmente traduzido por "impensável". |
| 無量(T) or 无量(S)         |                | 1068  | (Budismo) Literalmente traduzido por "sem limite" |
| 大數(T) or 大数(S)         |                | 1072  | (Budismo) Literalmente traduzido por "grande número" |

么(T) ou 幺(S) yāo, "os mais pequenos", é usado sobretudo na China continental em substituição de yī nas séries de dígitos como os números de telefone, quartos de hotel, etc., para prevenir a confusão entre palavras de som semelhante. Nunca é usado na contagem, nem em Taiwan, a não ser pelas forças militares ou militarizadas, e os serviços de emergência, nem em Hong Kong e Macau (excepto na comunicação em Mandarim padrão).
| Carácter | Valor  | Notas                                                      |
| -------- | ------ | ---------------------------------------------------------- |
| 漠       | 10−12  | (chinês antigo) 皮 corresponde a pico no SI.               |
| 渺       | 10−11  | (chinês antigo)                                            |
| 埃       | 10−10  | (chinês antigo)                                            |
| 塵       | 10−9   | (chinês antigo) 奈 (T) ou 纳 (S) corresponde a nano no SI. |
| 沙       | 10−    | (chinês antigo)                                            |
| 纖       | 10−7   | (chinês antigo)                                            |
| 微       | 10−6   | ainda em uso, corresponde a micro no SI.                   |
| 忽       | 10−5   | (chinês antigo)                                            |
| 絲       | 10−4   | (chinês antigo)                                            |
| 毫       | 1/1000 | também 毛. ainda em uso, corresponde a mili no SI.         |
| 厘       | 1/100  | também 釐. ainda em uso, corresponde a centi no SI.        |
| 分       | 1/10   | ainda em uso, corresponde a deci no SI.                    |